# Lepeophtheirus erecsoni
Lepeophtheirus erecsoni is een eenoogkreeftjessoort uit de familie van de Caligidae. De wetenschappelijke naam van de soort is voor het eerst geldig gepubliceerd in 1891 door Thomson G.M..